# Gian Giacomo Trivulzio, VI marchese di Sesto Ulteriano
Gian Giacomo Trivulzio, VI marchese di Sesto Ulteriano (Milano, 21 luglio 1774 – Milano, 29 marzo 1831), è stato un nobile, collezionista d'arte, politico e dantista italiano.

## Biografia

### Giovinezza

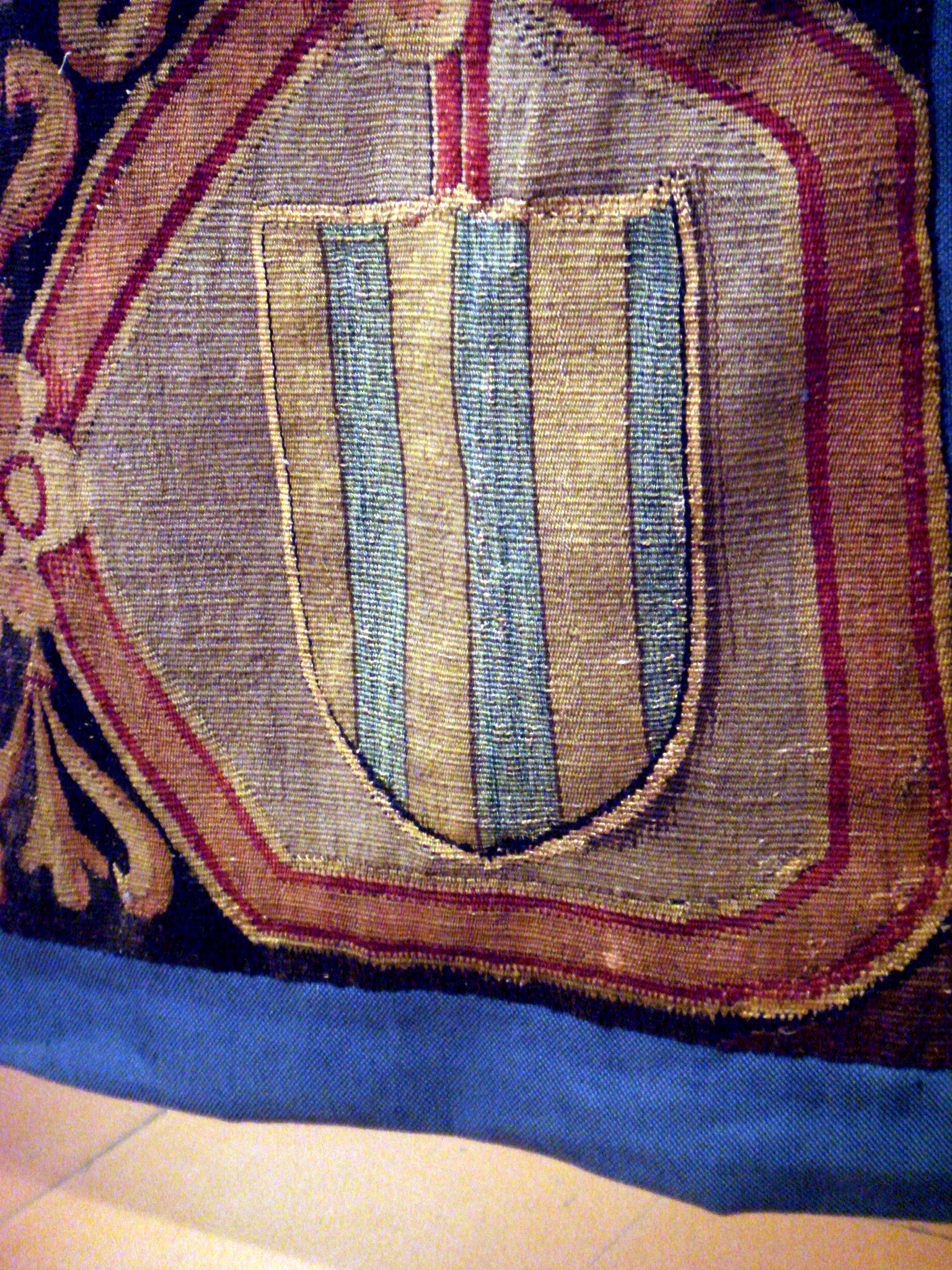
Stemma della famiglia Trivulzio dagli Arazzi Trivulzio al Castello sforzesco

Nato a Milano il 21 luglio 1774, Gian Giacomo era figlio di Giorgio Teodoro Trivulzio, IV marchese di Sesto Ulteriano e di sua moglie, la nobildonna Maria Cristina Cicogna Mozzoni.
Durante gli anni della sua giovinezza, strinse rapporti di amicizia con letterati del calibro di Giuseppe Parini e Vincenzo Monti che lo influenzeranno culturalmente negli anni successivi.

### Matrimonio
Il 23 aprile 1798, a Milano, Gian Giacomo sposò la duchessa Beatrice Serbelloni, figlia di Alessandro Serbelloni, V duca di San Gabrio e di sua moglie, la contessa Rosina von Sinzendorf.

### Carriera militare

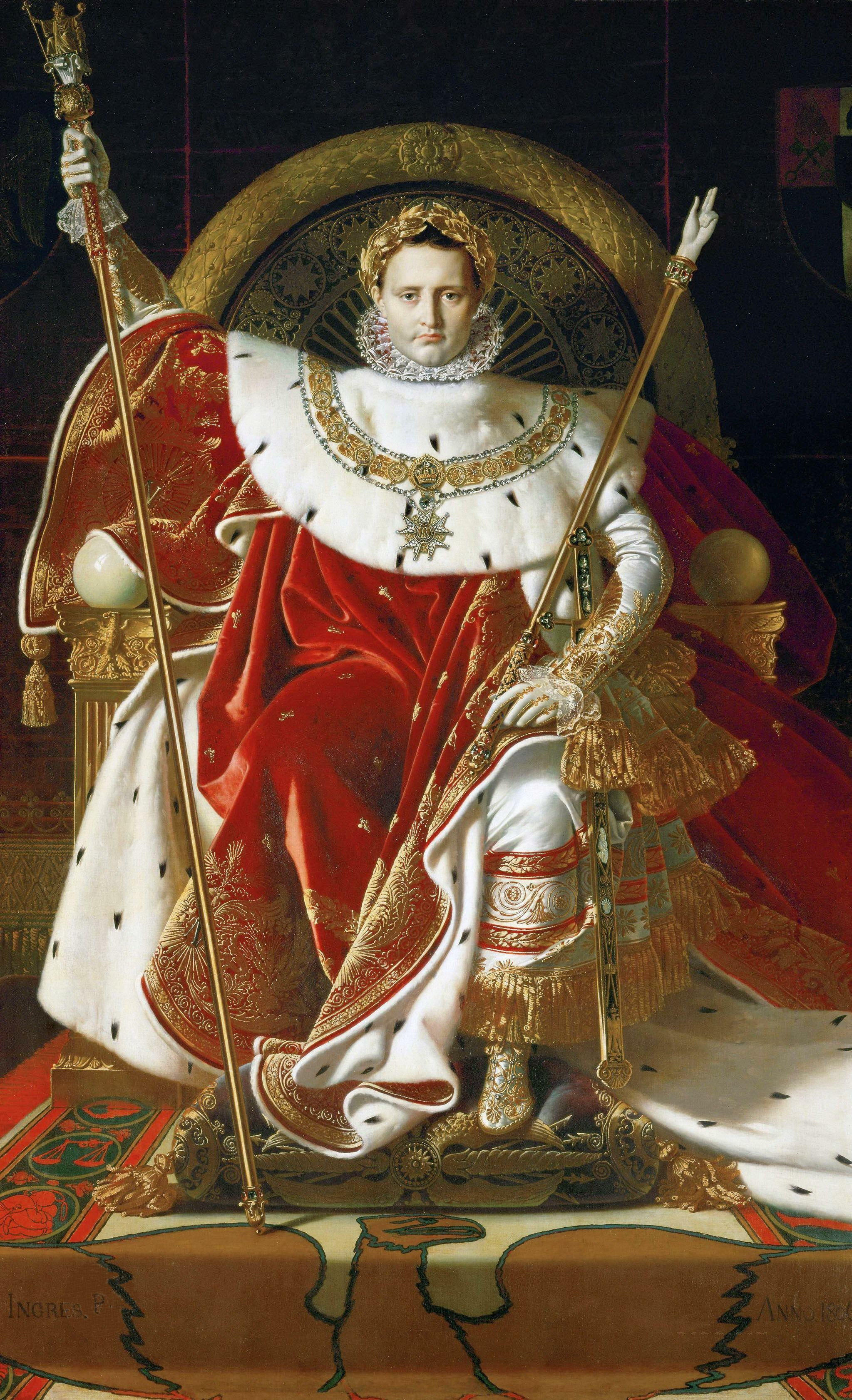
Napoleone Imperatore

Egli era fratello minore di Alessandro che, durante gli anni della dominazione napoleonica, era divenuto generale dell'esercito francese ed aveva coordinato i corpi di volontari italiani in Francia oltre ad aver diretto dal 1796 la Guardia Nazionale di Milano. Nel 1798, sotto l'ala di suo fratello, Gian Giacomo intraprese la carriera militare e venne nominato sottotenente dei granatieri.
Con la proclamazione dell'impero napoleonico e la morte di suo fratello maggiore, si ritrovò dapprima erede della fortuna e dei titoli della sua famiglia succedendo come VI Marchese di Sesto Ulteriano, e poi venne nominato capitano della guardia d'onore del Regno napoleonico d'Italia nel 1805. In quello stesso anno Napoleone lo nominò ciambellano del regno.
Nel 1811 divenne consigliere del comune di Milano, rimanendo in carica sino al 1827 e venendo quindi mantenuto in carica anche dopo il ritorno degli austriaci con la restaurazione, segno di quando pure il governo di Vienna tenesse in considerazione Gian Giacomo e la sua famiglia.

### Morte

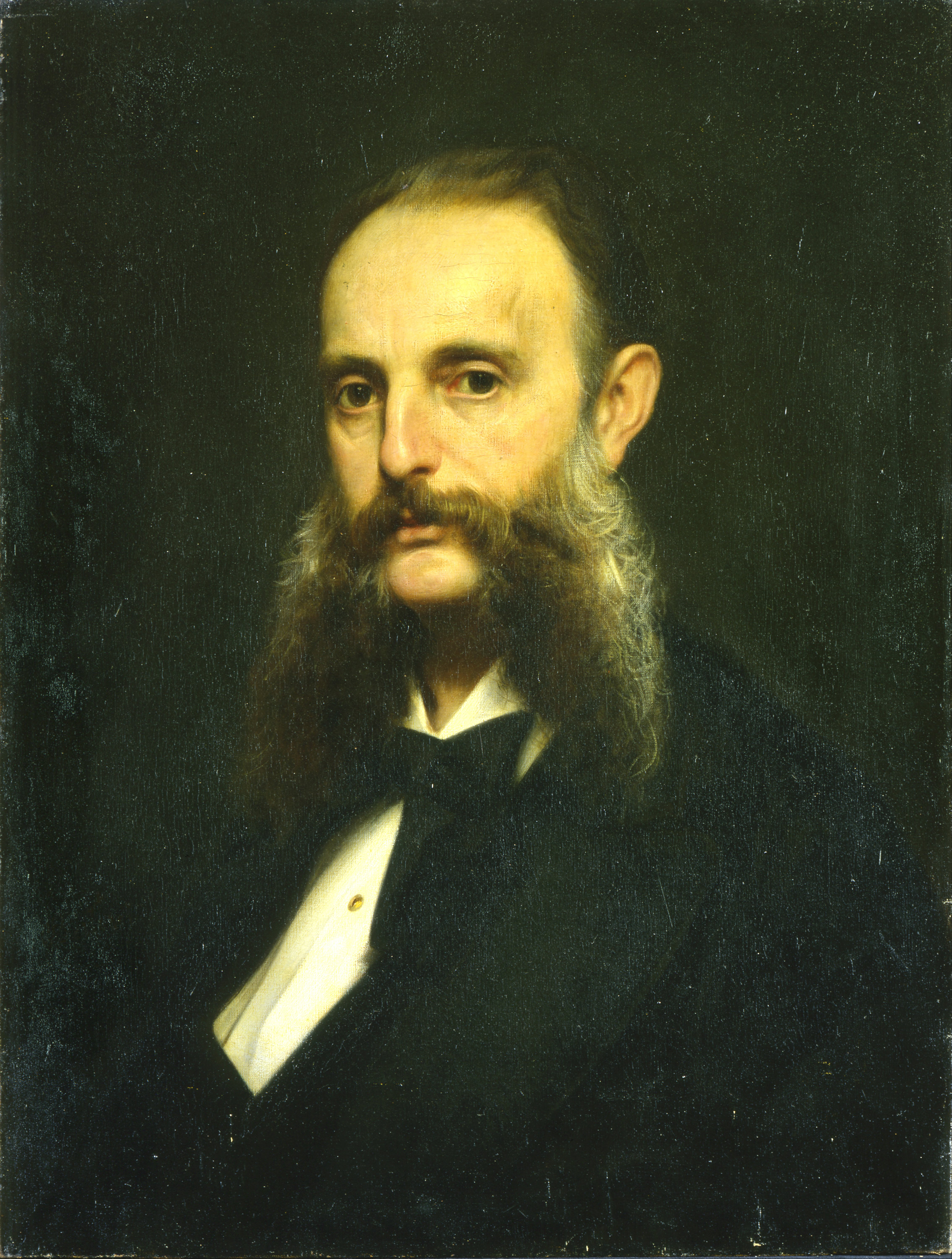
Ritratto di Giuseppe Bertini raffigurante Gian Giacomo Poldi Pezzoli

Morì a Milano nel 1831. Suo nipote omonimo, Gian Giacomo Poldi Pezzoli, sarà il fondatore del famoso museo milanese.

## Interesse per la cultura

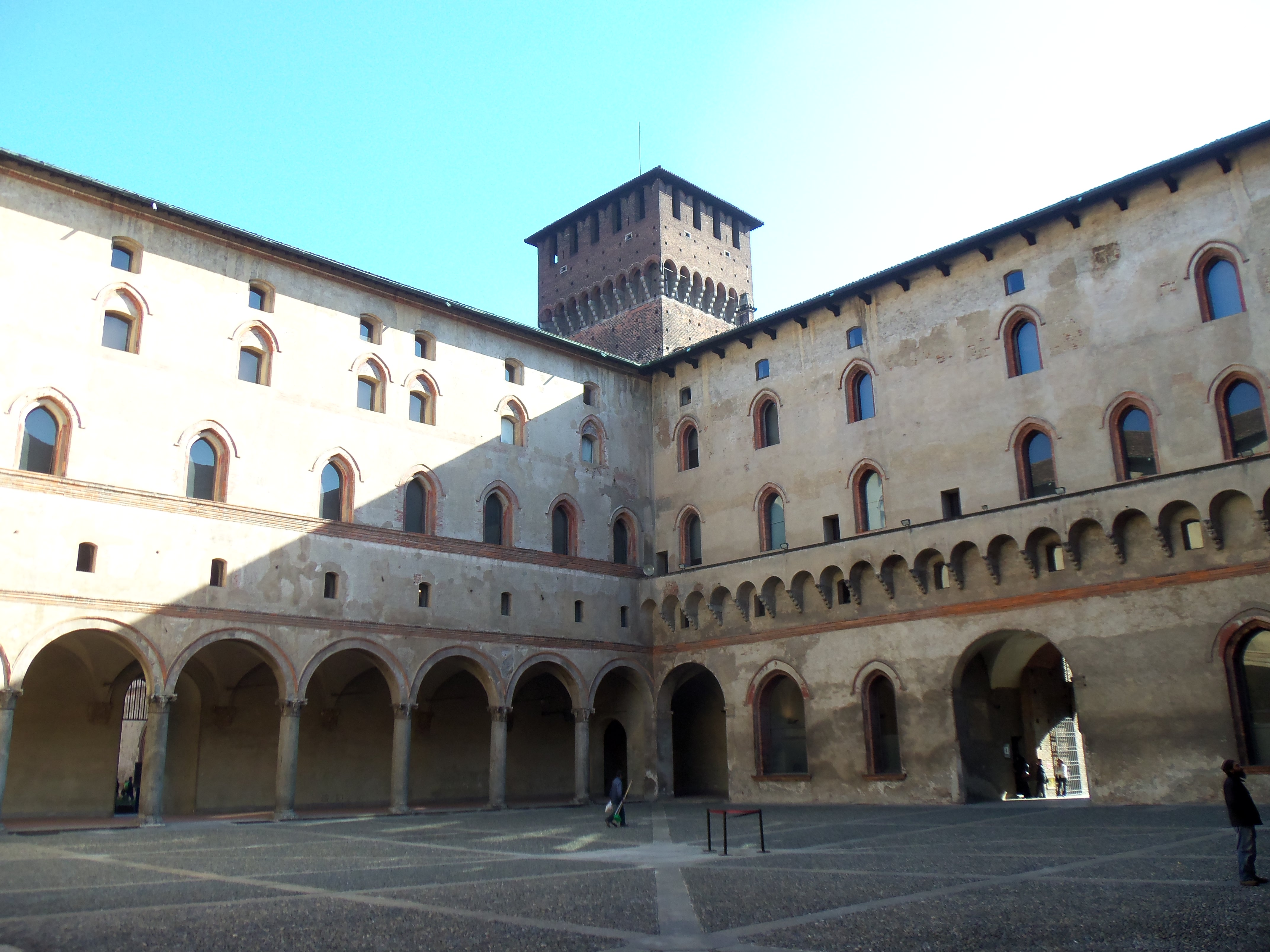
La Biblioteca Trivulziana

Gian Giacomo Trivulzio è però soprattutto ricordato per essere stato uno dei principali collezionisti di libri e manoscritti nella Milano del periodo napoleonico. Egli si avvalse per questo scopo della preziosa biblioteca già radunata da suo nonno Alessandro oltre a costituire nella sua residenza milanese un grandioso museo di oggetti artistici antichi.
Durante i suoi numerosi viaggi in Italia ed all'estero, ebbe modo di raccogliere numerosi libri che andarono a costituire il primo grande nucleo della moderna Biblioteca Trivulziana. Assunse come proprio bibliotecario il letterato Pietro Mazzucchelli.
Nel 1819, dopo la morte del pittore Giuseppe Bossi, acquistò la sua intera raccolta di manoscritti tra cui il preziosissimo esemplare della Divina Commedia del 1337 oltre ad alcuni "capitoli" di Iacopo e di Bosone da Gubbio, realizzato in copia da Francesco di ser Nardo. Fervido dantista, il Trivulzio si appassionò da questo manoscritto alla Divina Commedia e realizzò una serie di pubblicazioni partendo proprio dai documenti in suo possesso: un commento firmato da Luigi Magalotti relativo ai primi cinque canti della Divina Commedia, un'edizione del Convivio scritta con Vincenzo Monti (con inserzioni del medesimo testo derivati da altre copie presenti alla Biblioteca Laurenziana, alla Marciana e nel Vaticano) nel 1827 ed infine la Vita Nuova oltre all'inizio di una pubblicazione sulle Rime di Dante che però non riuscì a completare a causa della sua morte. Per questi suoi meriti letterari e per l'interesse dimostrato nei confronti della figura di Dante Alighieri, venne nominato socio corrispondente dell'Accademia della Crusca.
Suo nipote omonimo continuerà questa sua opera aggiungendo ulteriori incunaboli e manoscritti alla collezione di famiglia ed aprendo infine la biblioteca di famiglia al pubblico.

## Discendenza
Gian Giacomo e la duchessa Beatrice Serbelloni ebbero:
- Maria Cristina (1799-1852), sposò Giuseppe Archinto, VI marchese di Parona
- Rosina (1800-1859), sposò Giuseppe Poldi Pezzoli; fu madre di Gian Giacomo Poldi Pezzoli d'Albertone
- Elena (1802-1868), sposò Pietro Scotti Douglas, conte di Sarmato
- Giorgio Teodoro, VII marchese di Sesto Ulteriano, sposò Maria Anna Rinuccini
- Una figlia (n. e m. nel 1806)
- Vittoria (1808-1880), sposò Giuseppe Carandini
- Alessandro (aprile 1814- 28 dicembre 1815)
- Virginia (1817-1818)

## Ascendenza
|                                                                              |                                                                      |                                                                          | Genitori                                            |  |  | Nonni |  |  | Bisnonni                                                  |  |  | Trisnonni                                                   |  |
|                                                                              |                                                                      |                                                                          |                                                     |  |  |       |  |  | Giorgio Teodoro Trivulzio, II marchese di Sesto Ulteriano |  |  | Alessandro Teodoro Trivulzio, I marchese di Sesto Ulteriano |  |
|                                                                              |                                                                      |                                                                          |                                                     |  |  |       |  |  | Giorgio Teodoro Trivulzio, II marchese di Sesto Ulteriano |  |  | Alessandro Teodoro Trivulzio, I marchese di Sesto Ulteriano |  |
|                                                                              |                                                                      | Brigida Maria Secco d'Aragona                                            |                                                     |  |  |       |  |  | Giorgio Teodoro Trivulzio, II marchese di Sesto Ulteriano |  |  |                                                             |  |
| Alessandro Teodoro Trivulzio, III marchese di Sesto Ulteriano                |                                                                      |                                                                          |                                                     |  |  |       |  |  | Giorgio Teodoro Trivulzio, II marchese di Sesto Ulteriano |  |  |                                                             |  |
|                                                                              |                                                                      | Elena Arese                                                              | Marco Arese                                         |  |  |       |  |  |                                                           |  |  |                                                             |  |
|                                                                              |                                                                      | Elena Arese                                                              | Marco Arese                                         |  |  |       |  |  |                                                           |  |  |                                                             |  |
|                                                                              |                                                                      | Elena Arese                                                              | Regina Castelli                                     |  |  |       |  |  |                                                           |  |  |                                                             |  |
| Giorgio Teodoro Trivulzio, IV marchese di Sesto Ulteriano                    |                                                                      | Elena Arese                                                              |                                                     |  |  |       |  |  |                                                           |  |  |                                                             |  |
|                                                                              |                                                                      | Carlo Pertusati, II conte di Castelferro                                 | Luca Pertusati, I conte di Castelferro              |  |  |       |  |  |                                                           |  |  |                                                             |  |
|                                                                              |                                                                      | Carlo Pertusati, II conte di Castelferro                                 | Luca Pertusati, I conte di Castelferro              |  |  |       |  |  |                                                           |  |  |                                                             |  |
|                                                                              |                                                                      | Carlo Pertusati, II conte di Castelferro                                 | Barbara Dal Pozzo                                   |  |  |       |  |  |                                                           |  |  |                                                             |  |
| Margherita Pertusati                                                         |                                                                      | Carlo Pertusati, II conte di Castelferro                                 |                                                     |  |  |       |  |  |                                                           |  |  |                                                             |  |
|                                                                              |                                                                      | Lucrezia Gaffuri                                                         | Pietro Francesco Gaffuri                            |  |  |       |  |  |                                                           |  |  |                                                             |  |
|                                                                              |                                                                      | Lucrezia Gaffuri                                                         | Pietro Francesco Gaffuri                            |  |  |       |  |  |                                                           |  |  |                                                             |  |
|                                                                              |                                                                      | Lucrezia Gaffuri                                                         | …                                                   |  |  |       |  |  |                                                           |  |  |                                                             |  |
| Gian Giacomo Trivulzio, VI marchese di Sesto Ulteriano                       |                                                                      | Lucrezia Gaffuri                                                         |                                                     |  |  |       |  |  |                                                           |  |  |                                                             |  |
|                                                                              | Antonio Francesco Cicogna Mozzoni, VI conte di Terdobbiate e Tornaco | Antonio Carlo Domenico Cicogna Mozzoni, V conte di Terdobbiate e Tornaco |                                                     |  |  |       |  |  |                                                           |  |  |                                                             |  |
|                                                                              | Antonio Francesco Cicogna Mozzoni, VI conte di Terdobbiate e Tornaco | Antonio Carlo Domenico Cicogna Mozzoni, V conte di Terdobbiate e Tornaco |                                                     |  |  |       |  |  |                                                           |  |  |                                                             |  |
|                                                                              | Antonio Francesco Cicogna Mozzoni, VI conte di Terdobbiate e Tornaco | Orsola Maria Torriani                                                    |                                                     |  |  |       |  |  |                                                           |  |  |                                                             |  |
| Carlo Giuseppe Francesco Cicogna Mozzoni, VII conte di Terdobbiate e Tornaco | Antonio Francesco Cicogna Mozzoni, VI conte di Terdobbiate e Tornaco |                                                                          |                                                     |  |  |       |  |  |                                                           |  |  |                                                             |  |
|                                                                              |                                                                      | Margherita Messerati                                                     | Giovanni Francesco Messerati, conte di Lodi Vecchio |  |  |       |  |  |                                                           |  |  |                                                             |  |
|                                                                              |                                                                      | Margherita Messerati                                                     | Giovanni Francesco Messerati, conte di Lodi Vecchio |  |  |       |  |  |                                                           |  |  |                                                             |  |
|                                                                              |                                                                      | Margherita Messerati                                                     | Cristina Maria Sormani                              |  |  |       |  |  |                                                           |  |  |                                                             |  |
| Maria Cristina Cicogna Mozzoni                                               |                                                                      | Margherita Messerati                                                     |                                                     |  |  |       |  |  |                                                           |  |  |                                                             |  |
|                                                                              |                                                                      | Heinrich Reichard Lorenz von Daun                                        | Wilhelm Johann Anton von Daun                       |  |  |       |  |  |                                                           |  |  |                                                             |  |
|                                                                              |                                                                      | Heinrich Reichard Lorenz von Daun                                        | Wilhelm Johann Anton von Daun                       |  |  |       |  |  |                                                           |  |  |                                                             |  |
|                                                                              |                                                                      | Heinrich Reichard Lorenz von Daun                                        | Anna Maria Magdalena von Althann                    |  |  |       |  |  |                                                           |  |  |                                                             |  |
| Maria Leopoldina Barbara von Daun                                            |                                                                      | Heinrich Reichard Lorenz von Daun                                        |                                                     |  |  |       |  |  |                                                           |  |  |                                                             |  |
|                                                                              |                                                                      | Maria Violante Josepha von Boymund zu Payrsperg                          | Paris Franz von Boymund zu Payrsperg                |  |  |       |  |  |                                                           |  |  |                                                             |  |
|                                                                              |                                                                      | Maria Violante Josepha von Boymund zu Payrsperg                          | Paris Franz von Boymund zu Payrsperg                |  |  |       |  |  |                                                           |  |  |                                                             |  |
|                                                                              |                                                                      | Maria Violante Josepha von Boymund zu Payrsperg                          | Maria Catharina Barbara Nothafft von Wernberg       |  |  |       |  |  |                                                           |  |  |                                                             |  |
|                                                                              |                                                                      | Maria Violante Josepha von Boymund zu Payrsperg                          |                                                     |  |  |       |  |  |                                                           |  |  |                                                             |  |